# N503i
デジタル・ムーバ N503i HYPER（デジタル・ムーバ エヌ ごー まる さん アイ ハイパー）は、日本電気(NEC)製のNTTドコモの第二世代携帯電話(mova)端末である。

## 概要
iアプリに初めて対応したNECの折りたたみ端末。N502itの後継機で、ほぼ同じサイズを維持しながら、4096色表示のTFD液晶を搭載し、より綺麗な画面になった。本機種が503iシリーズで最も売れたことで、他社も次の503iSシリーズでは折りたたみ式になった。
着信メロディもFM音源16和音になった。またNECの端末としては初めて赤外線通信を搭載している。内蔵ゲームにはP503iと同じく、コナミのダンスダンスレボリューションが入っていた。

## 歴史
- 2000年11月2日　 テレコムエンジニアリングセンター(TELEC)による技術基準適合証明の工事設計認証（工事設計認証番号WAA0098）
- 2000年12月20日　電気通信端末機器審査協会による技術基準適合認定の設計認証（設計認証番号A00-1263JP、J00-0348）
- 2001年2月27日　 TELECによる技術基準適合証明の工事設計認証（工事設計認証番号WAA0107）
- 2001年3月1日　　ドコモから発表。
- 2001年3月3日　　発売。
- 2012年3月31日　 movaサービス終了により使用はこの日限りとなる。